# 陆军 (1964年)
陆军（1964年—），江苏苏州人，中国电子科技集团公司首席科学家，中国工程院院士。

## 生平
1981年考入南京工学院（现东南大学）电子工程系，1985年本科毕业后考取中国科学技术大学研究生，师从中国电子科技集团公司第38所所长王小谟，1984年获硕士学位后进入中电第38所。1991年担任炮兵某型目标指示雷达总设计师。2001年12月，受王小谟委派，前往北京中国电子科学研究院担任空警-2000预警机电子部分总设计师。2007年，空警2000设计定型并交付部队，2008年获国防科学技术奖特等奖，2010年获国家科技进步奖特等奖。